# Skulik świerkowiec
Skulik świerkowiec (Scymnus abietis) – gatunek chrząszcza z rodziny biedronkowatych. Zamieszkuje Europę i północno-zachodnią Afrykę. Bytuje na drzewach iglastych.

## Taksonomia
Gatunek ten opisany został po raz pierwszy w 1798 roku przez Gustafa von Paykulla pod nazwą Coccinella abietis. Później przeniesiony został do rodzaju Scymnus. Początkowo klasyfikowany był w jego podrodzaju nomenklatorycznym. W 1990 roku Christian Duverger wyznaczył go gatunkiem typowym nowego podrodzaju Paucus, który później zsynonimizowany został z podrodzajem Parapullus, wprowadzonym w 1978 roku przez Chungtu Yanga.

## Morfologia
Chrząszcz o podługowato-owalnym ciele długości od 2,2 do 3 mm. Ciało jest jasno owłosione, ubarwione w całości żółtobrunatnie, niekiedy z przyciemnionym spodem tułowia. Stopień wypukłości ciała jest umiarkowany, nieco większy niż u podobnego S. silesiacus. Największą szerokość ciało osiąga w połowie długości pokryw.
Dość mała głowa ma szerokie, słabo sklepione, delikatnie punktowane czoło, poprzeczną wargę górną o niemal zaokrąglonych bokach, zaopatrzone w rozdwojone wierzchołki i ząb molarny u podstawy żuwaczki oraz trójczłonowe głaszczki wargowe o tępych członach wierzchołkowych. Krótkie czułki buduje dziesięć członów, z których trzy ostatnie formują zwartą buławkę.
Przedplecze jest pośrodku dwukrotnie szersze niż długie, przy przednim brzegu najszersze; ma bardzo słabo wyciętą krawędź przednią, prawie proste i niewystające kąty przednie oraz zakrzywione krawędzie boczne. Podgięcia przedplecza są szerokie i pozbawione odgraniczonych dołków. Bardzo mała tarczka ma trójkątny zarys. Pokrywy są wyraźnie szersze od podstawy przedplecza i mają dobrze zaznaczone guzy barkowe. Punktowanie pokrywy jest delikatne i dość równomierne. Wąskie podgięcia pokryw kończą się na wysokości tylnych bioder. Wąskie i długie odnóża nie wystają poza obrys ciała. Czteroczłonowe stopy wieńczą rozdwojone pazurki o ząbku zewnętrznym większym i słabiej zakrzywionym niż ząbek wewnętrzny. Na pierwszym z widocznych sternitów odwłoka (pierwszym wentrycie) występują linie zabiodrowe, które są niepełne i nie osiągają swymi zewnętrznymi końcami przedniej krawędzi tegoż sternitu.

## Ekologia i występowanie
Owad ten preferuje obszary górskie i podgórskie, ale zamieszkuje także niziny. Bytuje na świerkach i jodłach, rzadziej na sosnach, w tym na kosodrzewinie. Jest drapieżnikiem żerującym na mszycach (afidofagia). W okresie wegetacyjnym przebywa w wierzchołkowych partiach drzew. Zimuje wśród mchów u nasady ich pni. Rozmnaża się wiosną. Larwy spotyka się w maju. W pierwszej połowie czerwca przepoczwarczają się, a w drugiej jego połowie pojawiają się owady dorosłe nowego pokolenia.
Gatunek palearktyczny. W Europie znany jest z Portugalii, Hiszpanii, Francji, Belgii, Holandii, Niemiec, Szwajcarii, Austrii, Włoch, Danii, Szwecji, Estonii, Łotwy, Litwy, Polski, Czech, Słowacji, Węgier, Białorusi, Ukrainy, Rumunii, Bułgarii, Bośni i Hercegowiny, Serbii, Czarnogóry oraz europejskiej części Rosji. Poza tym podawany jest z kaukaskiej części Rosji i Maroka. W Polsce znany jest z nielicznych stanowisk, głównie z południa kraju, na nizinach występując sporadycznie i lokalnie.